# 952 Caia

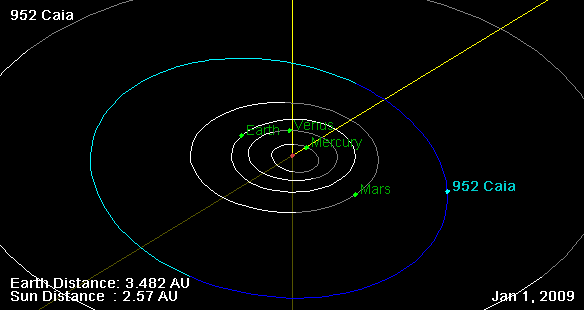
952 Caia

952 Caia là một tiểu hành tinh bay quanh Mặt Trời.